# Вока
Вока (итал. Vocca) је насеље у Италији у округу Верчели, региону Пијемонт.
Према процени из 2011. у насељу је живело 52 становника. Насеље се налази на надморској висини од 503 м.

## Становништво
| 1931. | 1936. | 1951. | 1961. | 1971. | 1981. | 1991. | 2001. | 2011. |
| ----- | ----- | ----- | ----- | ----- | ----- | ----- | ----- | ----- |
| 286   | 287   | 310   | 242   | 203   | 176   | 151   | 139   | 162   |